# المنقفة (المضاربة والعارة)

تعديل مصدري - تعديل

المنقفة هي إحدى قرى عزلة العارة بمديرية المضاربة والعارة التابعة لمحافظة لحج، بلغ تعداد سكانها 22 نسمة حسب تعداد اليمن لعام 2004.